# رادیوی ماهواره‌ای سیریوس
رادیوی ماهواره‌ای سیروس (به انگلیسی: Sirius Satellite Radio) یک رادیوی ماهواره‌ای است که در محدودهٔ شمال آمریکا فعالیت می‌کند و مالک آن سیریوس اکس‌ام است. ساختمان مرکزی آن در نیویورک و دفتری در ممفیس دارد.